# Fédération Suisse de Rugby
Die Fédération Suisse de Rugby (französisch, FSR; italienisch Federazione Svizzera di Rugby) beziehungsweise der Schweizerische Rugbyverband ist der nationale Sportverband für Rugby Union und Siebener-Rugby in der Schweiz. Der 1972 gegründete Verband zählt um die 50 Vereine und 180 Mannschaften. Die FSR gliedert sich in vier Regionalverbände, drei in der Romandie und einer in der Deutschschweiz. Seit 1988 vertritt er die Schweiz beim Weltverband World Rugby und seit 1974 beim Kontinentalverband Rugby Europe.

## Aufgabe
Die Fédération Suisse de Rugby stellt die die Schweiz vertretenden Nationalmannschaften, einschliesslich der für die Männer, Frauen und Jugend, zusammen. Wie andere Rugbynationen verfügt die Schweiz über eine U-20-Nationalmannschaft, die an den entsprechenden Weltmeisterschaften teilnimmt. Ebenso ist die Fédération Suisse de Rugby verantwortlich für die Schweizer Siebener-Rugby-Nationalmannschaft und da Siebener-Rugby eine olympische Sportart ist, arbeitet sie hier mit der Swiss Olympic zusammen. Der Verband verfügt über eine Nationalmannschaft im Siebener-Rugby der Damen und Herren sowie U16, U17, U18, U20 Junioren-Nationalmannschaften und eine Auswahl der Spieler, welche in der Schweiz unter dem Namen "Suisse A" spielen.
Der Verband ist auch für die Durchführung von Meisterschaften und Pokalwettbewerben zuständig, unter anderem der Schweizer Rugby-Union-Meisterschaft.

## Geschichte
Bereits 1869 wurde die Sportart Rugby erstmals in der Schweiz gespielt – und zwar in Genf. Allerdings dauerte es noch bis etwa 1881, bis es wirklich seriös praktiziert wurde. Übrigens verdankt auch der 1890 gegründete Genfer Fussballverein Servette seine Wurzeln dem Rugby. Bereits damals mussten die Spieler Abgaben an den Club leisten (für Mitgliederbeiträge, verlorene Spiele, Bälle oder Absenzen). Mit dem Beginn des Ersten Weltkrieges mussten viele der ausländischen Spieler zurück in ihre Heimat an die Fronten, auch die Schweizer Spieler mussten zum Teil ihrer militärischen Pflicht nachgehen. Nach dem Krieg konnte das Rugby nicht an seine vorherige Bedeutung anknüpfen und die Schweizer Bevölkerung interessierte sich auch um einiges mehr für Fussball. Sämtliche Rugby-Aktivitäten Servettes waren ab diesem Moment vorerst beendet.
Zwischen 1935 und 1940 versuchten verschiedene englische und belgische Teams in der Schweiz Fuss zu fassen, was aber aufgrund des Zweiten Weltkriegs misslang. 1958 begann Rugby wieder aus der Vergessenheit aufzutauchen und so wurde 1972 die FSR gegründet. 1974 trat der Schweizer Verband der Fédération Internationale de Rugby Amateur (FIRA; heute Rugby Europe) bei. Ausserdem wurde die 1988 Vollmitglied des International Rugby Football Board (IRFB; heute World Rugby). Zu Beginn der 1990er Jahre wurde die Sportart zudem ins Förderprogramm Jugend+Sport aufgenommen.

## Präsidenten
| von            | bis           | wer                 | Club                                           |
| -------------- | ------------- | ------------------- | ---------------------------------------------- |
| 1972           | Juni 1977     | André Cordaillat    | Rugby Club CERN                                |
| Juni 1977      | Juni 1979     | Alain Wuscher       | Rugby Club Hermance                            |
| Juni 1979      | 1987          | Alain Périat        | Rugby Club Hermance                            |
| 1987           | 1994          | Gérard Nicod        | Albaladejo Rugby Club Lausanne                 |
| 1994           | November 1999 | Tullio Martinenghi  | Université Club Lausanne und Rugby Club Ticino |
| 1997           | Februar 2009  | Luc Baatard         | Rugby Club Hermance                            |
| Februar 2009   | Juli 2010     | Stéphane-R Gaillard | Rugby Club Nyon                                |
| August 2010    | August 2023   | Peter Schüpbach     | Rugby Club Bern                                |
| September 2023 | jetzt         | Aurelie Lemouzy     |                                                |

## Logo
Das Logo der Fédération Suisse de Rugby zeigt einen Alpen-Edelweiss in Rot mit dem Schriftzug Suisse Rugby rechts daneben. Der Spitzname der Schweizer Rugby-Union-Nationalmannschaft lautet «Edelweiss».